# Letitia James
Letitia James, née le 18 octobre 1958 à Brooklyn, est une avocate, militante et femme politique américaine. 
Première femme afro-américaine désignée candidate à une telle fonction par un grand parti (en l'occurrence, le Parti démocrate) dans l'État de New York, elle est élue procureure générale de l'État lors des élections de 2018. Elle est la première personne afro-américaine et la première femme à être élue à ce poste. 
James fut auparavant la médiatrice de la ville de New York, dont elle fut la première personne afro-américaine à occuper le poste.

## Biographie

### Jeunesse et éducation
Fille de Nellie et Robert James, Letitia James est née à Brooklyn. Elle a un baccalauréat de l'université de la ville de New York du College Lehman en 1981.
Letitia James est diplômée de l'école de droit de l'université Howard, à Washington, DC et a été admise au barreau de l'État de New York en 1989. Elle suit des cours de maîtrise d'administration publique à l'École des affaires publiques et internationales de l'université Columbia.

### Carrière
James a servi de défenseure publique à la Société d'aide juridique et a créé l'Urban Network, une coalition d'organisations professionnelles afroaméricaines, ayant pour objectif de fournir des bourses aux jeunes. En 1994, elle a promu le projet de loi sur le développement des soins de santé primaires au conseil municipal, qui élargissait les ressources en services de garde pour les familles de travailleurs de la ville. En 1996, James a négocié la Welfare Reform Act au nom du caucus noir et portoricain de l'État de New York.
Elle a siégé dans le groupe de travail juridique sur la diversité, dans l'équipe de l'ancien gouverneur de New-York Mario Cuomo. Elle a également été conseillère d'Albert Vann, le chef de cabinet de Roger L. Green à l'Assemblée de l'État de New York, ainsi que dans l'administration du procureur général de l'État de New York Eliot Spitzer. Elle a été nommée première procureure générale adjointe chargée du bureau régional de Brooklyn, en 1999. Tout en occupant ce poste, James a exercé de nombreuses fonctions, mais s'est notamment concentrée sur les plaintes des consommateurs au sujet de « prêts prédateurs » et autres pratiques commerciales illégales.

#### Campagne pour le conseil municipal en 2001 et 2003
La première campagne de James dans le 35e district remonte à novembre 2001. Lors d'une élection serrée, James, soutenue par le parti Working Families obtient 42 % des voix, mais est battue par James E. Davis, un démocrate. En juillet 2003, quelques mois seulement avant les prochaines élections, Davis est assassiné par Othniel Askew, un autre homme politique. À la suite de cet événement tragique, le frère de Davis, Geoffrey, décide de prendre la relève de son frère. Mais le jour des élections, le 4 novembre, Geoffrey Davis est battu par Letitia James.

#### Défenseure publique

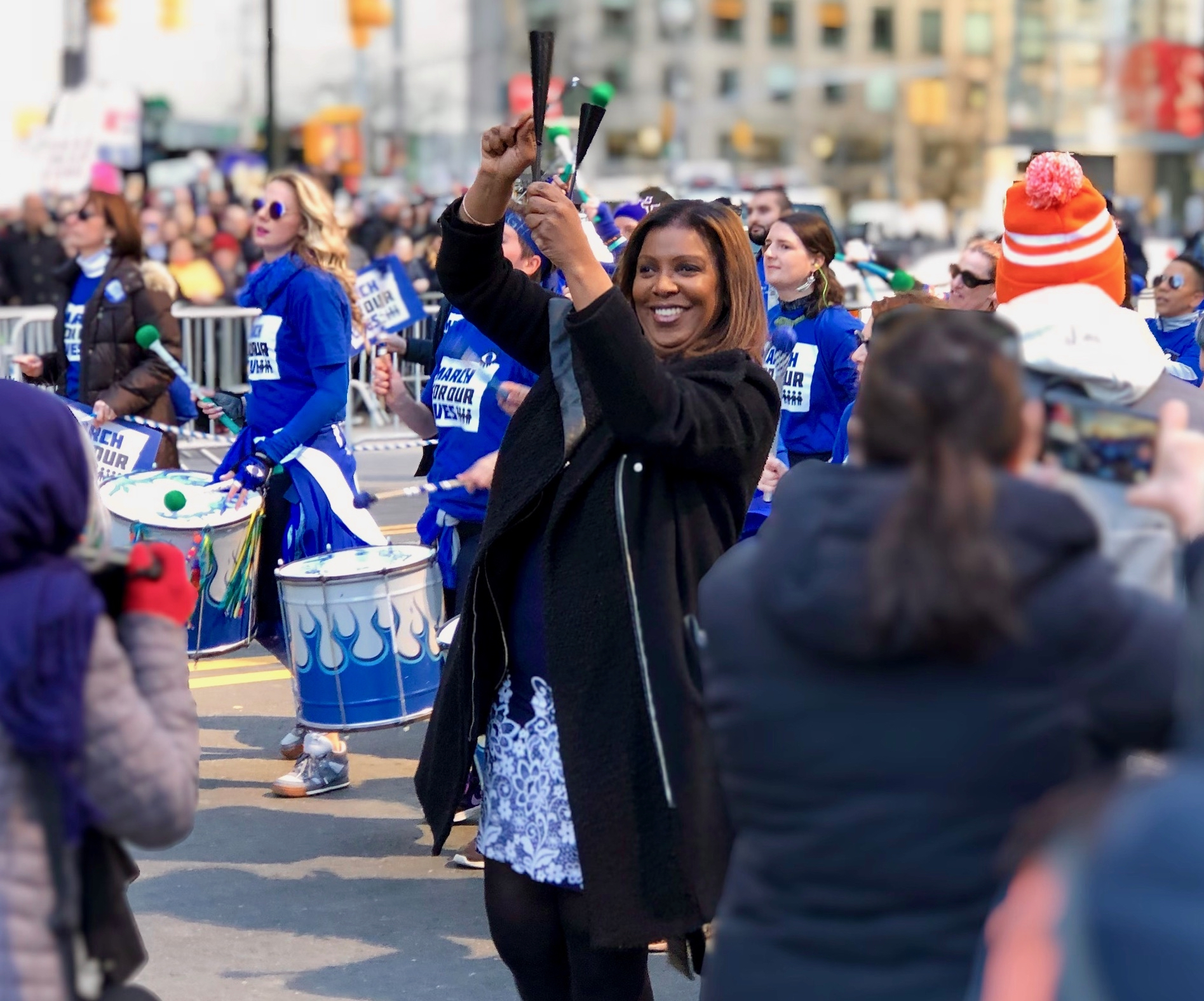
Letitia James au rassemblement de la March For Our Lives en 2018 à New York.

En 2013, James se porte candidate au New York City Public Advocate et obtient 36 % des suffrages lors de la première primaire démocrate, un peu moins que le seuil de 40 % qui lui aurait permis d'éviter un second tour. James remporte le second tour de la primaire du 1er octobre 2013, contre Daniel Squadron, avec 59 % contre 41 %. Sans opposant Républicain, James remporte l'élection générale avec plus de 83 % des suffrages.

#### Campagne de procureure générale de l'État de New York en 2018
Le 13 septembre 2018, James remporte les primaires démocrates pour le poste de  Procureur général de l'État de New York avec 40,6 % des voix. Elle bat Zephyr Teachout (31 %) et deux autres candidats,. Le 6 novembre 2018, elle est élue procureure générale.

#### Rapport d'enquête sur les allégations de harcèlement sexuel par Andrew Cuomo
Le 3 août 2021, Letitia James rend public un rapport concluant que le gouverneur de l'État de New York, Andrew Cuomo, se serait livré à de multiples actes de harcèlement sexuel.

## Controverse

### Allégations de fraude hypothécaire
En avril 2025, l'Agence fédérale de financement du logement (FHFA) renvoie Letitia James devant le ministère américain de la Justice pour d'éventuelles poursuites pénales. Elle l'accusait d'avoir falsifié des faits à trois reprises afin d'obtenir une aide gouvernementale et des conditions de prêt plus avantageuses. Elle aurait falsifié un bien immobilier de placement comme résidence principale, le nombre de logements dans un tel bien et présenté son père comme son mari,,. James a nié ces allégations, les qualifiant de représailles « infondées » de la part du président Trump.
En mai 2025, le FBI a ouvert une enquête pénale officielle sur les allégations de fraude hypothécaire. En réponse à l'accusation d'avoir falsifié un bien immobilier comme résidence principale, son avocat a admis avoir commis une erreur sur une ligne, sans conséquence. Concernant les autres allégations, il a présenté des actes alternatifs contenant les informations correctes et a accusé les procureurs de « cherry picking ».